# Odyssey (chaîne de télévision)
Pour les articles homonymes, voir Odyssey.
Odyssey est une chaîne de télévision canadienne spécialisée de catégorie A de langue grecque appartenant à Odyssey Television Network lancé en décembre 1998. Elle rediffuse principalement la programmation de la chaîne généraliste privée grecque ANT1, et produit des émissions à l'attention de la communauté grecque établie au Canada. La programmation consiste à des nouvelles, sports, séries grecques (comédies & drames), téléréalité et autres.
Odyssey opère aussi les chaînes ERT World ainsi que MEGA Cosmos (en), en plus d'importer en direct les chaînes Alpha Sat, Greek Cinema (en), SportPlus TV (en) et Star International.

## Histoire
Odyssey a obtenu une licence auprès du CRTC le 4 septembre 1996 et « s'est engagée à consacrer au moins 16 % de l'année de radiodiffusion et de la période de radiodiffusion en soirée à la distribution d'émissions canadiennes ». La chaîne a été lancée en décembre 1998.